# David Bailey (friidrottare)
David Bailey, född 17 mars 1945, död 27 augusti 2022, var en friidrottare från Kanada. Han deltog vid olympiska sommarspelen 1968.